# Hirohito Nakamura
Hirohito Nakamura (中村 洋仁 Nakamura Hirohito?), född 9 maj 1974 i Osaka prefektur, är en japansk före detta fotbollsspelare.
Nakamura började sin karriär 1993 i Gamba Osaka. 1996 flyttade han till Honda FC. Efter Honda FC spelade han för Mito HollyHock. Han avslutade karriären 2001.